# Kazmalar (ort i Azerbajdzjan)
Kazmalar är en ort i Azerbajdzjan.   Den ligger i distriktet Qusar Rayonu, i den nordöstra delen av landet, 170 km nordväst om huvudstaden Baku. Kazmalar ligger 552 meter över havet och antalet invånare är 663.
Terrängen runt Kazmalar är kuperad västerut, men österut är den platt. Runt Kazmalar är det ganska glesbefolkat, med 48 invånare per kvadratkilometer.. Närmaste större samhälle är Quba, 11,8 km söder om Kazmalar.
Trakten runt Kazmalar består till största delen av jordbruksmark.